# Mohamed Oujaout
Mohamed Ouadjaout (en arabe : محمد واجعوط), né le 3 avril 1958 à Alger en Algérie, est un Enseignant-chercheur et homme politique algérien. Il est ministre de l'Éducation nationale algérien du 4 janvier 2020 au 7 juillet 2021.

## Biographie
Mohamed Ouadjaout naît le 3 avril 1958 à Alger en Algérie, il est originaire de Sétif. Il obtient son baccalauréat en 1978, puis il obtient son magistère en mathématique, spécialité en Équations aux dérivées partielles.
Il est chef du service des Statistiques et de l’Orientation et directeur de la phase préparatoire à l'École nationale polytechnique (Alger) entre 2015 et 2019. 

## Travaux scientifiques
Ses travaux de recherches portent sur l'Analyse Numérique appliquée à la Résistance des matériaux.